# Robert Papperitz
Benjamin Robert Papperitz (* 4. Dezember 1826 in Pirna; † 29. September 1903 in Leipzig) war ein deutscher Organist und Hochschullehrer.

## Leben
Robert Papperitz studierte zunächst Philologie. Er war zwei Jahre als Lehrer tätig, gab aber diesen Beruf auf, um ab 1848 am Konservatorium in Leipzig, der heutigen Hochschule für Musik und Theater „Felix Mendelssohn Bartholdy“ Leipzig, Musik zu studieren. Unmittelbar nach seiner Abschlussprüfung 1851 wurde er in das Lehrerkollegium des Konservatoriums aufgenommen. 1857 wurde er an der Universität Jena zum Dr. phil. promoviert. Er lehrte Harmonie und Kontrapunkt, später auch Orgelspiel. Von 1868 bis 1899 war er als Nachfolger von Ernst Friedrich Richter neben seinem Lehramt Organist der Nikolaikirche. 1882 wurde er zum königlich sächsischen Professor ernannt. Zu seiner großen Schülerzahl zählten Karl Attenhofer, Felix Draeseke, Stephen Albert Emery, Paul Homeyer, Iwan Knorr, Oskar Merikanto, Karl Piutti, Bernhard Romberg und Sir Arthur Sullivan.

## Werke
Als Komponist veröffentlichte Robert Papperitz Lieder, Stücke für vier- und achtstimmigen Chor, für Orgel und für den theoretischen Unterricht. 